# 中込博文
中込 博文（なかごみ ひろふみ、1948年（昭和23年）5月22日 - 2023年（令和5年）3月18日）は、日本の政治家。山梨県南アルプス市長（1期）、山梨県議会議員（1期）を歴任した。

## 来歴
山梨県出身。山梨県立甲府第一高等学校卒業。1973年（昭和48年）、防衛大学校卒業。同年、陸上自衛隊に入隊。2003年（平成15年）、一等陸佐で退官。同年、特別養護老人ホームの施設長となる。
2007年（平成19年）4月8日執行の山梨県議会議員選挙に、南アルプス市選挙区から無所属で出馬し、初当選。
2011年（平成23年）4月24日執行の南アルプス市長選挙に、無所属で出馬。現職の今沢忠文を破り、初当選（得票数は、中込：18,467票、今沢：16,439票）。同年4月27日、市長に就任。
2015年（平成27年）4月26日執行の南アルプス市長選挙にて、金丸一元に敗れる（金丸：18,109票、中込：16,235票）。
2019年（平成31年）4月21日執行の市長選に返り咲きを目指して立候補するが、現職の金丸に再び敗れる（金丸：17,367票、中込：12,487票）。
2023年（令和5年）3月18日、病気のため死去、74歳。